# Graduale romano

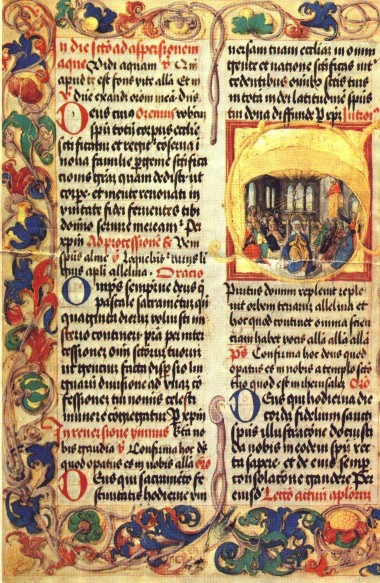
Graduale del re Giovanni I Alberto di Polonia nella sagrestia della Cattedrale del Wawel.

Il Graduale romano (in latino: Graduale Romanum) è un libro liturgico ufficiale del Rito romano della Chiesa Cattolica Romana che contiene i canti da usare durante la Messa. Il Graduale romanum è l’erede dell’antico Antiphonarius.

## Descrizione
Il Graduale romano contiene l'Introito (canto d'ingresso: antifona con i versi), il graduale dei salmi, la sequenza, l'acclamazione del Santo Evangelo, il canto dell'offertorio e l'antífona della comunione. Inoltre include i canti pubblicati nel Kyriale, la raccolta dei canti dell'Ordinario: Canto dell'aspersione, Kyrie, Gloria, Credo, Sanctus e Agnus Dei.

## Storia
Nel 1577, successivamente al Concilio di Trento, il papa Gregorio XIII incaricò Giovanni Pierluigi da Palestrina e Annibale Zoilo di introdurre una riforma melodica della musica sacra, rispettando i dettami conciliari.
Tuttavia non fu realizzata alcuna pubblicazione ufficiale perché il musicista Fernando de las Infantas, spagnolo residente a Roma, si era opposto alla riforma e Filippo II di Spagna ostacolò questo progetto. Nel 1594, dopo la morte del Palestrina, suo figlio Iginio con altri ne pubblicarono un'edizione privata. Ancora Giovanni Battista Raimondi, con la tipografia dei Medici, fece diversi tentativi per stampare libri, ma il Vaticano rifiutò il progetto.
Nell'agosto 1608, la Santa Sede commissionò a due musicisti romani Felice Anerio e Francesco Suriano, l'assemblaggio dei libri dei canti. Finalmente, tra il 1614 e il 1615, la Typographia Medicea riuscì a pubblicare la versione, che sarà denominata "Edizione Medicea".